# اصول احتمال
در ریاضیات می توانیم مبحثی را با چند قانون شروع کنیم سپس با استفاده از این قوانین اولیه، قوانین دیگری به وجود آوریم. معمولاً این قوانین اولیه از نظر ریاضی بدیهی (self evident) هستند.به این قوانین اولیه اصول احتمال می‌گویند. نظریه احتمالات نیز چنین روندی را دنبال می کند و به قوانین اولیه آن اصول احتمال (به انگلیسی: probability axioms) می گویند.
در اینجا به اصول احتمال کولموگروف (Kolmogorov axioms) می‌پردازیم. این اصول عبارتند از:
1. اگر {\displaystyle F} فضای نمونه و {\displaystyle E} پیشامدی از فضای نمونه باشد آنگاه  {\displaystyle P(E)\in \mathbb {R} ,\ P(E)\geq 0\qquad \forall E\subseteq F}
2. اگر {\displaystyle F} فضای نمونه باشد آنگاه  {\displaystyle P(F)=1}
3. اگر E1 و E2 و ... پیشامدهایی ناسازگار شمارش‌پذیر از فضای نمونه {\displaystyle F} باشند آنگاه  {\displaystyle P(E_{1}\cup E_{2}\cup \cdots )=\sum _{i=1}^{\infty }P(E_{i}).}

حال با استفاده از این سه اصل به استخراج نتایجی می پردازیم.

## احتمال زیرمجموعه‌های یک پیشامد
گزاره: اگر {\displaystyle \quad A\subseteq B\quad } آنگاه {\displaystyle P(A)\leq P(B)}
اثبات:
چون {\displaystyle \quad A\subseteq B\quad } است پس می توان {\displaystyle B} را به صورت {\displaystyle B=A\cup (A'\cap B)} نوشت و چون این دو پیشامد ناسازگار هستند بنا بر اصل 3 داریم:
{\displaystyle P(B)=P(A)+P(A'\cap B)}
و بنا بر اصل 1 چون {\displaystyle P(A'\cap B)\geq 0} نتیجه به دست می آید (منظور از {\displaystyle A'} متمم {\displaystyle A}است).

## احتمال مجموعه تهی
گزاره: اگر {\displaystyle F} فضای نمونه و {\displaystyle \emptyset } نشان دهنده پیشامد تهی باشد آنگاه
{\displaystyle P(\emptyset )=0}
اثبات: 
می دانیم {\displaystyle F\cup \emptyset =F} و دو پیشامد ناسازگار هستند پس بنا بر اصل 2و 3 داریم
{\displaystyle P(F\cup \emptyset )=P(F)+P(\emptyset )=1\Rightarrow \;P(\emptyset )=0}

## کران بالا و پایین احتمال پیشامدهای فضای نمونه
گزاره: اگر {\displaystyle A} پیشامدی از فضای نمونه {\displaystyle F} باشد آنگاه داریم
{\displaystyle 0\leq P(A)\leq 1}
اثبات:
{\displaystyle \emptyset \subseteq A\subseteq F\Rightarrow \;P(\emptyset )\leq P(A)\leq P(F)\Rightarrow \;0\leq P(A)\leq 1}

## احتمال متمم یک پیشامد
گزاره:اگر {\displaystyle A} پیشامدی از فضای نمونه {\displaystyle F} و {\displaystyle A'} متمم پیشامد {\displaystyle A} باشد آنگاه
{\displaystyle P(A')=1-P(A)}
اثبات:
{\displaystyle A\cup A'=F\Rightarrow \;P(A\cup A')=P(F)\Rightarrow \;P(A)+P(A')=1\Rightarrow \;P(A')=1-P(A)}

## احتمال اجتماع دو پیشامد
گزاره: اگر {\displaystyle A} و {\displaystyle B} دو پیشامد از فضای نمونه {\displaystyle F} باشد آنگاه
{\displaystyle P(A\cup B)=P(A)+P(B)-P(A\cap B)}
اثبات:
{\displaystyle (A\cup B)=A\cup (A'\cap B)\Rightarrow \;P(A\cup B)=P(A)+P(A'\cap B)}
{\displaystyle B=(A\cap B)\cup (A'\cap B)\Rightarrow \;P(B)=P(A\cap B)+P(A'\cap B)\Rightarrow \;P(A'\cap B)=P(B)-P(A\cap B)}
با استفاده از نتایج به دست آمده در دو سطر بالا داریم
{\displaystyle P(A\cup B)=P(A)+P(B)-P(A\cap B)}
حکم ثابت می شود.